# Opetiopalpus scutellaris
Opetiopalpus scutellaris – gatunek chrząszcza z rodziny przekraskowatych i podrodziny Korynetinae. Zamieszkuje krainę etiopską i zachód Palearktyki, ponadto zawleczony został do Australii.

## Taksonomia
Gatunek ten opisany został po raz pierwszy w 1763 roku przez Georga W.F. Panzera pod nazwą Clerus scutellaris.

## Morfologia

Opis i rysunek zawarte w serii Iconographia Zoologica (1881–1883)

Chrząszcz o ciele długości od 2 do 3,8 mm, bardziej wydłużonym i o smuklejszych odnóżach i czułkach niż w przypadku O. sabulosus. Ubarwienie głowy, czułków, przedplecza i odnóży jest czerwone, zapiersia i spodu odwłoka ciemne, zaś pokryw metalicznie niebieskie lub zielone. Ogólnie oskórek jest bardziej błyszczący niż u O. sabulosus. Owłosienie jest jasne i odstające.
Głowa jest węższa od przedplecza, zaopatrzona w oczy złożone o słabo wyciętym przednim brzegu. Owalne buławki czułków zbudowane są z trzech ostatnich, luźno zestawionych członów. Ostatni człon czułków ma delikatnie ząbkowany wierzchołek. Narządy gębowe odznaczają się głaszczkami obu par o zaostrzonych wierzchołkach szczytowych członów.
Przedplecze jest szersze niż dłuższe, bardziej kanciaste niż u O. sabulosus. Powierzchnię przedplecza i pokryw rzeźbią duże, zlewające się w nieregularne bruzdki punkty. Nasada pokryw jest znacznie szersza od podstawy przedplecza. Powierzchnia pokryw jest punktowana nieregularnie, gęściej niż u O. sabulosus. Największą szerokość pokrywy osiągają za środkiem długości.

## Ekologia i występowanie
O biologii i ekologii tego chrząszcza niemal nic nie wiadomo. Osobniki dorosłe spotykane były w starych budynkach drewnianych, w tym szopach, składach i stodołach oraz na kwiatach w ich pobliżu.
Najszerzej gatunek ten rozsiedlony jest w Afryce – podawany był z Afryki Północnej, Zairu i Afryki Południowej. W Azji zamieszkuje Kaukaz, Zakaukazie i Turkmenistan. W Europie owad ten znany jest ze środkowej i południowej części kontynentu. Stwierdzano jego obecność w Hiszpanii, Francji, Niemczech, Austrii, Polsce, Czechach, na Słowacji, w Rumunii, Ukrainie, Mołdawii i Rosji. W Europie Środkowej jest jednak bardzo rzadki. W Niemczech ostatnio notowany był w XIX wieku i to na kilku zaledwie stanowiskach. W Rumunii, Ukrainie i Mołdawii znany jest z pojedynczych, XIX-wiecznych stanowisk. W Czechach uznany za wymarłego. W Polsce notowany był na nielicznych stanowiskach w XIX i na początku XX wieku. Publikacja z 1979 roku podaje, że mógł przetrwać na zachodzie Austrii i Śląsku. Gatunek ten ponadto zawleczony został poza swój naturalny zasięg, do Australii Zachodniej, gdzie przypuszczalnie częściowo się zadomowił.